# Выборы губернатора Самарской области (1996)
Выборы губернатора Самарской области 1996 — состоялись 1 декабря 1996 года в период выборов глав регионов. Победу одержал действующий Глава администрации Самарской области, член проправительственного политического движения Наш дом — Россия, выдвинутый инициативной группой Константин Титов, набрав 63.39 % голосов. Второе место занял депутат Государственной Думы, член фракции КПРФ Валентин Романов, набрав 29.86 % голосов.
Выдвижение кандидатов от политических объединений, осуществлялось на съездах (конференциях). Для самовыдвижения создавались инициативные группы, численным составом не менее 50 человек. Для регистрации кандидата необходимо было собрать подписи не менее 2 % (48 тысяч) от общего числа избирателей, зарегистрированных в области.
До выборов 1996 года, главы областной администрации, назначались Президентом Российской Федерации.
| Кандидат                    | Дата Рождения | Должность (на момент выдвижения)                                           | Партия           | Статус          |
| --------------------------- | ------------- | -------------------------------------------------------------------------- | ---------------- | --------------- |
| Титов Константин Алексеевич | 30.10.1944    | Глава администрации Самарской области                                      | Наш дом — Россия | зарегистрирован |
| Романов Валентин Степанович | 29.10.1937    | Депутат Государственной Думы Российской Федерации                          | КПРФ             | зарегистрирован |
| Чупшев Владимир Георгиевич  | 25.02.1940    | Директор Самарского государственного унитарного предприятия ГУП «Экология» | Беспартийный     | зарегистрирован |